# World Series of Poker Europe 2019
Die World Series of Poker Europe 2019 war die elfte Austragung der World Series of Poker in Europa. Sie fand vom 13. Oktober bis 4. November 2019 erneut im King’s Resort in Rozvadov statt.

## Turniere

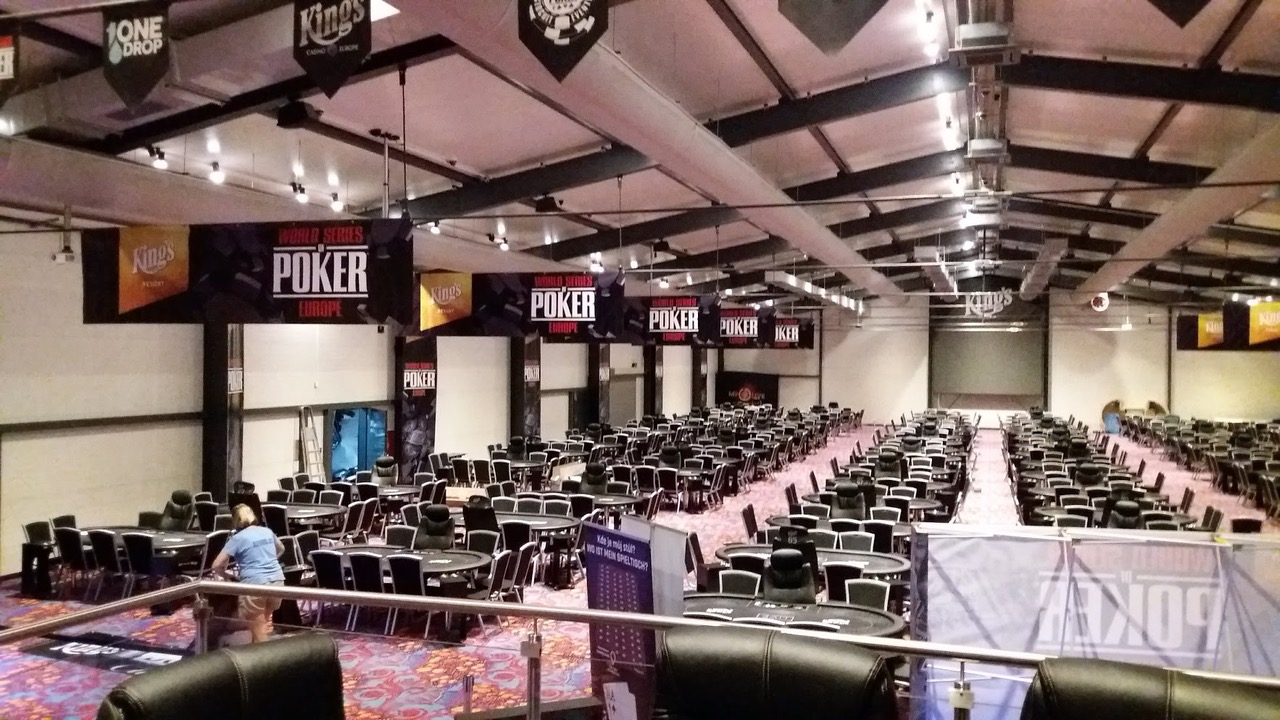
Alle Turniere wurden im King’s Resort ausgetragen

### Struktur
Es standen 15 Pokerturniere auf dem Turnierplan, wovon 10 in der Variante No-Limit Hold’em, 2 in Pot Limit Omaha sowie 3 in gemischten Varianten gespielt wurden. Der Buy-in lag zwischen 350 und 250.000 Euro. Für einen Turniersieg bekamen die Spieler neben dem Preisgeld ein Bracelet. Mit Kahle Burns gewann erstmals ein Spieler bei einer Expansion zwei Bracelets.

### Turnierplan
Im Falle eines mehrfachen Braceletgewinners gibt die Zahl hinter dem Spielernamen an, das wievielte Bracelet in diesem Turnier gewonnen wurde.
| #  | Buy-in (in €) | Turnier                                 | Turnierbeginn | Teilnehmer | Sieger                   | Herkunft           | Preisgeld (in €) |
| -- | ------------- | --------------------------------------- | ------------- | ---------- | ------------------------ | ------------------ | ---------------- |
| 1  | 000.350       | Opener No-Limit Hold’em                 | 13. Okt. 2019 | 1011       | Renat Bohdanow           | Ukraine            | 0.053.654        |
| 2  | 000.550       | Pot-Limit Omaha (8-Handed)              | 14. Okt. 2019 | 0476       | Dash Dudley (2)          | Vereinigte Staaten | 0.051.600        |
| 3  | 001.350       | Mini Main Event No-Limit Hold’em        | 16. Okt. 2019 | 0766       | Vangelis Kaimakamis      | Griechenland       | 0.167.056        |
| 4  | 250.000       | Super High Roller No-Limit Hold’em      | 16. Okt. 2019 | 0030       | James Chen               | Taiwan             | 2.844.215        |
| 5  | 002.500       | 8-Game Mix                              | 17. Okt. 2019 | 0071       | Espen Sandvik            | Norwegen           | 0.075.426        |
| 6  | 025.500       | Short Deck High Roller No-Limit Hold’em | 18. Okt. 2019 | 0111       | Siamak Tooran            | Deutschland        | 0.740.992        |
| 7  | 001.100       | Turbo Bounty Hunter No-Limit Hold’em    | 19. Okt. 2019 | 0377       | Tomáš Fára               | Tschechien         | 0.059.904        |
| 8  | 025.500       | Platinum High Roller No-Limit Hold’em   | 20. Okt. 2019 | 0083       | Kahle Burns              | Australien         | 0.596.883        |
| 9  | 001.650       | Pot-Limit Omaha/No-Limit Hold’em Mix    | 20. Okt. 2019 | 0279       | Asi Moshe (4)            | Israel             | 0.097.465        |
| 10 | 025.500       | Mixed Games Championship                | 21. Okt. 2019 | 0045       | Besim Hot                | Schweiz            | 0.385.911        |
| 11 | 002.200       | Pot-Limit Omaha                         | 22. Okt. 2019 | 0271       | Tomás Ribeiro            | Portugal           | 0.128.314        |
| 12 | 100.000       | Diamond High Roller No-Limit Hold’em    | 23. Okt. 2019 | 0072       | Chin Lim                 | Malaysia           | 2.172.104        |
| 13 | 002.500       | Short Deck No-Limit Hold’em             | 24. Okt. 2019 | 0179       | Kahle Burns (2)          | Australien         | 0.101.834        |
| 14 | 010.000       | WSOP Europe Main Event                  | 25. Okt. 2019 | 0541       | Alexandros Kolonias      | Griechenland       | 1.133.678        |
| 15 | 000.550       | Colossus No-Limit Hold’em               | 28. Okt. 2019 | 2738       | Bertrand Grospellier (2) | Frankreich         | 0.190.375        |

### Main Event

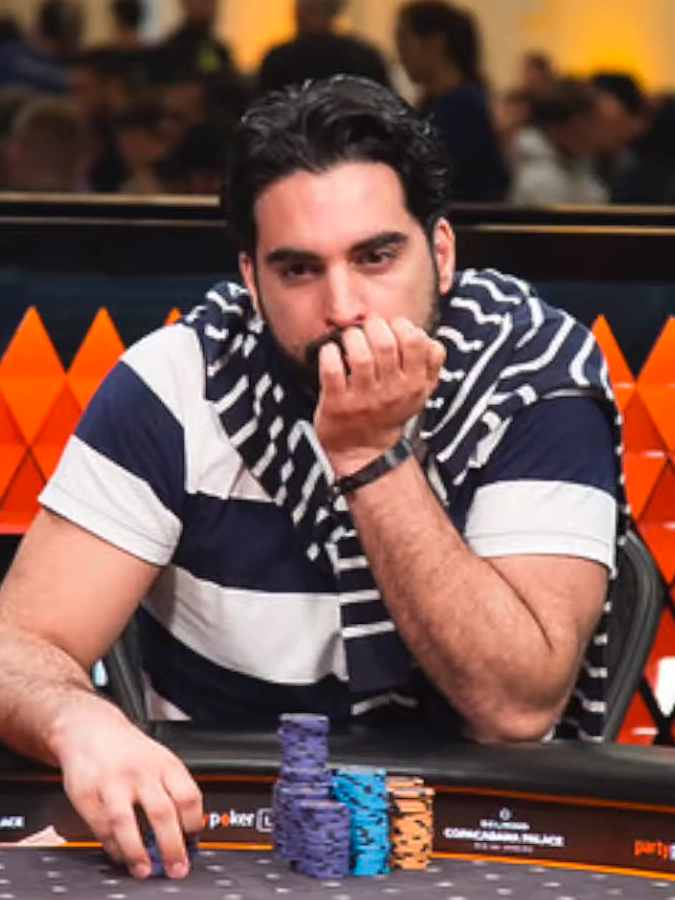
Alexandros Kolonias (2019)

Das Main Event wurde vom 25. bis 31. Oktober 2019 gespielt. Die finale Hand gewann Kolonias mit A♠ K♠ gegen Segebrechts 3♦ 3♣.
| Platz | Herkunft           | Spieler             | Preisgeld (in €) |
| ----- | ------------------ | ------------------- | ---------------- |
| 1     | Griechenland       | Alexandros Kolonias | 1.133.678        |
| 2     | Deutschland        | Claas Segebrecht    | 0.700.639        |
| 3     | Vereinigte Staaten | Anthony Zinno       | 0.485.291        |
| 4     | Italien            | Dario Sammartino    | 0.341.702        |
| 5     | Tschechien         | Do Anh              | 0.244.653        |
| 6     | Schweden           | Rifat Palevic       | 0.178.171        |
| 7     | Frankreich         | Julien Martini      | 0.132.017        |
| 8     | Danemark           | Jakob Madsen        | 0.099.555        |

## Player of the Year
Die Auszeichnung als Player of the Year erhielt der Spieler, der über alle Turniere hinweg die meisten Punkte sammelte. Diese beinhalteten auch die Ergebnisse der Hauptturnierserie, die vom 28. Mai bis 16. Juli 2019 in Las Vegas ausgespielt wurde. Das 250.000 Euro teure Super High Roller war von der Wertung ausgenommen. Nach der Austragung der WSOPE wurde zunächst Daniel Negreanu, der diesen Titel schon 2004 und 2013 gewonnen hatte, zum Sieger ernannt. Wenige Tage später räumten die Veranstalter einen Datenfehler ein, ohne den Robert Campbell zum Player of the Year wurde. Er gewann zwei Bracelets, erreichte insgesamt sechs Finaltische und 13-mal die Geldränge, womit er sich Preisgelder von rund 750.000 US-Dollar sicherte.
| Platz | Herkunft           | Spieler          | Punkte  |
| ----- | ------------------ | ---------------- | ------- |
| 1     | Australien         | Robert Campbell  | 3961,31 |
| 2     | Vereinigte Staaten | Shaun Deeb       | 3917,32 |
| 3     | Kanada             | Daniel Negreanu  | 3861,76 |
| 4     | Vereinigte Staaten | Anthony Zinno    | 3322,00 |
| 5     | Vereinigte Staaten | Phillip Hui      | 3186,17 |
| 6     | Vereinigte Staaten | Daniel Zack      | 3126,13 |
| 7     | Italien            | Dario Sammartino | 3091,03 |
| 8     | Vereinigte Staaten | Chris Ferguson   | 2997,10 |
| 9     | Australien         | Kahle Burns      | 2983,37 |
| 10    | Vereinigte Staaten | Dash Dudley      | 2860,79 |